# Твејн Харт (Калифорнија)
Твејн Харт (енгл. Twain Harte) насељено је место без административног статуса у америчкој савезној држави Калифорнија.

## Демографија
По попису из 2010. године број становника је 2.226, што је 360 (-13,9%) становника мање него 2000. године.
| Група             | 2000.         | 2010.         |
| Белци             | 2.317 (89,6%) | 1.936 (87,0%) |
| Афроамериканци    | 3 (0,1%)      | 5 (0,2%)      |
| Азијати           | 19 (0,7%)     | 31 (1,4%)     |
| Хиспаноамериканци | 143 (5,5%)    | 171 (7,7%)    |
| Укупно            | 2.586         | 2.226         |